# Asota unicolor
Asota unicolor är en fjärilsart som beskrevs av Rothschild 1896. Asota unicolor ingår i släktet Asota och familjen nattflyn. Inga underarter finns listade i Catalogue of Life.